# 安倍泰親
安倍 泰親（あべ の やすちか）は、平安時代末期の貴族・陰陽師。陰陽頭・安倍泰長の子。官位は正四位下・陰陽頭兼大膳権大夫。安倍晴明の5代目の子孫にあたる。

## 経歴

### 氏長者継承まで
父・泰長は永久2年（1114年）以来、従四位下陰陽頭の官位にあったが、保安2年（1121年）に54歳で病死する。兄・政文が家を継ぎ陰陽権博士となるが、天治元年（1124年）に急逝し、安倍氏嫡流は断絶の危機に至った。このため、朝廷では当時15歳であった政文の弟を後継とすることにし、庶流の安倍兼時（後に晴道）を後見にすることとした。兼時は政文の弟を元服させて「泰親」と名乗らせ、陰陽道を教授した。
大治5年（1130年）、泰親は右京亮に任じられ、天承元年（1131年）には早くも鳥羽上皇・美福門院に召し出されるなど、陰陽師として独り立ちしていく。しかし、その翌年に陰陽師を継ぐことができなかった政文の遺児が安倍晴明以来の土御門邸を売却、この情報を聞きつけた安倍晴道が買い取ろうとしたことから、泰親が異論を挟んで晴道と相論を行う。当時、晴道は地位こそ低かったものの、泰親を育てた実績から安倍氏の氏長者としての立場が認められており、土御門邸の獲得はそれを名実ともにするものであった。一方これを否認する泰親が嫡流の地位を守るためにかつての師と全面対決するに至ったのである。泰親はその後主計助・雅楽頭・権陰陽博士を歴任したことが知られ、仁平3年（1153年）、晴道が没すると泰親は天文権博士に任ぜられ、氏長者の地位を回復させた。保元2年（1157年）に陰陽助に任ぜられた。

### 指御子
泰親は占術や天文密奏の分野において優れた才能を発揮するなど当代屈指の陰陽師となり、鳥羽法皇・後白河法皇の治天の君に仕えて後白河法皇のために毎月の泰山府君祭を行い、藤原頼長・兼実からも信頼されて摂関家にも奉仕した。頼長・兼実の日記である『台記』・『玉葉』には泰親がしばしば登場し、頼長は陰陽書によれば占いにおいて10のうち7当たれば「神」と称されるが、泰親は10のうち7・8を的中させ他人には真似が出来ないこと、占道（占いの道）は未だに地に墜ちず人（人材）が存在する、と泰親を高く評価している。日記・説話集・軍記物などにおいて、泰親に関する逸話が多く伝えられており、久安4年（1148年）の内裏火災や承安2年（1172年）の斎宮惇子内親王の急逝、治承3年（1179年）の政変、治承4年（1180年）の以仁王の挙兵などを予言したとされている。『平家物語』・『源平盛衰記』には泰親を「指御子（さすのみこ）」と称している。また、泰親の日記（『安倍泰親朝臣記』『天文変異記』）の一部（永万元年（1165年）から仁安元年（1166年））が現存しており、泰親および天文博士を継いだ次男業俊による天文異変の記録とその解釈、天文密奏の内容などが書きとめられており、当時の天文道の内容を知ることができる。
だが、その泰親の実力をもってしても、当主の相次ぐ死で一旦没落した安倍氏嫡流を再興することは困難を窮めた。泰親の時代、陰陽師は朝廷や院、公家から広く重用され、特に安倍氏と賀茂氏の陰陽師が登用されていたが、その中でも陰陽寮の官職に就いたり、重要な儀式を任される者は限定されていたために、そうした社会的な地位を巡る一族内部の争いが激しかった。特に安倍氏が陰陽道と共に家職としていた天文道の主要部分を占める天文変異に基づく占術は個人の解釈・判断によるところが大きく、世代が下るにつれて安倍氏のそれぞれの家の中で独自の見解・解釈が生み出され、別の家との対立を引き起こした（これは一族内部の対立を抱えながらも暦道の主要部分を占める具注暦の作成を共同作業で行う必要上、一定の求心力が働いていた賀茂氏の内情と大きく異なる）。特に前述の安倍晴道を祖とする「晴道党」、天文変異の解釈が高く評価されていた安倍宗明・広賢父子を祖とする「宗明流」は、泰親の属する嫡流（「泰親流」）と合い並び立つ存在となっていた。一方、泰親は陰陽寮の次官である陰陽助にまで進んでいたが、長官である陰陽頭には賀茂氏嫡流の賀茂在憲が久しくその地位を占め続けていた。こうした状況を打破するために泰親は様々な手段を打った。まず、事あるたびに安倍氏他流および賀茂氏の説に対して批判を行った。康治2年（1143年）、藤原頼長の子菖蒲丸の着袴の日時について出された賀茂憲栄の勘文に泰親が異論を挟み、頼長の面前で憲栄を論破して嘲笑した。更に九条兼実に対して、宗明流の安倍広賢・信業親子が天文異変の相論を起こして怪死し、晴道党の安倍晴道は藤原頼長の生前に彗星に関して誤った解釈を行って面目を失ったことなどを挙げて他流の批判を繰り広げている。続いて陰陽助を辞任して、代わりに長男・季弘を権陰陽博士に、次男・業俊を権天文博士に任ぜられた（譲任）。代わりに泰親は大膳権大夫に任ぜられた。もっとも、官職としては陰陽寮を離れたものの天文密奏者としての資格はそのままであり、大膳（権）大夫は安倍氏陰陽道の祖である安倍晴明が務めたことがある官職で泰親が安倍氏嫡流であることを示すものであった。更に三男・泰茂も天文密奏の資格が与えられている。泰親は陰陽道・天文道の知識・技術に加えて数々の奉仕の代償として得た荘園の所職を3子に分け与えて嫡流の将来にわたる継続と再興の基礎としようとしたのである。寿永元年（1182年）4月、泰親はようやく陰陽頭に任ぜられたが、翌年寿永2年（1183年）1月には記録上から姿を消し、12月には賀茂宣賢が次の陰陽頭に就任している。安倍氏の記録では同年3月20日に74歳で死去したとされており、寿永2年に没したのは事実であると考えられている。

### 泰親没後の衰退
泰親は陰陽師としての実力によって晴明以来の名声を得て、その没後には季弘・業俊・泰茂によって安倍氏の陰陽道嫡流が継承され、泰茂の急死後はその弟・泰忠が養子となって地位を引き継ぐことになるが、泰親親子の活躍をもってしても晴道党や宗明流の台頭を完全には抑えることは出来なかった。泰忠は泰親の子の中で唯一陰陽頭（権天文博士）に至ったが、晩年に生まれた泰盛に家督を継がせることが出来ず、寛喜2年（1230年）に没するにあたって後室と泰盛の庇護を条件に3人の養子に遺領を分割した。ところが、養子の1人で後室と泰盛を庇護していた安倍泰俊（業俊の子）が、他の2名が遺命を守っていないことを理由に告発したために泰茂-泰忠系は分裂し、その間に陰陽頭は賀茂在俊、権天文博士は安倍国道（晴道党）に奪われてしまう。続いて、寛元5年（1247年）に季弘の孫・季尚の後継者問題を巡って殺人事件が発生して処分者を出し、季弘系も大打撃を蒙ってしまう。そのため、安倍氏嫡流は鎌倉時代を通じて分裂と衰退を続けることになる。安倍氏嫡流の再興が実現するのは、足利将軍家に信任された泰茂-泰忠系の安倍有世（泰盛の来孫）が登場する14世紀末期まで待つことになる。

## 系譜
- 父：安倍泰長
- 母：不詳
- 妻：不詳
  - 男子：安倍季弘
  - 男子：安倍業俊
  - 男子：安倍泰茂
  - 男子：安倍泰成
  - 男子：安倍泰忠[12]
  - 男子：安倍親長
  - 男子：安倍泰明[12]

## 関連作品
テレビドラマ
- 『草燃える』（1979年、NHK大河ドラマ、演：及川ヒロオ）

漫画
- 『雷鳴の符』（2000年、作:あしべゆうほ）